# Fair Play (2023)
Fair Play ist ein US-amerikanischer Spielfilm von Chloe Domont aus dem Jahr 2023. In dem in der Hochfinanz von Manhattan angesiedelten Erotik-Thriller spielen Phoebe Dynevor und Alden Ehrenreich ein Paar, das für das gleiche Investmentunternehmen arbeitet. Als sie eine Beförderung erhält, von der sie beide angenommen hatten, dass er sie erhalten würde, beginnt er, sie abfällig zu behandeln und ihr auch körperliche Gewalt anzutun, um in ihrer Beziehung die verschobenen Machtverhältnisse in ihrem Beruf auszugleichen.
Die Premiere des Films erfolgte im Januar 2023 beim 39. Sundance Film Festival, wo das Werk in den US-amerikanischen Spielfilmwettbewerb eingeladen wurde. Ende September 2023 kam Fair Play in die US-amerikanischen und Anfang Oktober 2023 in die deutschen Kinos. Unmittelbar nach dem deutschen Kinostart erfolgte die Aufnahme in das Programm von Netflix.

## Handlung
Emily und Luke sind als Analysten bei der Investmentfirma Crest Capital in Manhattan tätig. Dass sie auch ein Paar sind und sich eine Wohnung teilen, verheimlichen sie, da dies ein Verstoß gegen die Unternehmensrichtlinien ist. Nachdem ein Portfoliomanager gefeuert und Emily auf dessen Position befördert wird, sind beide überrascht, da sie davon ausgegangen waren, dass Luke diesen Job bekommt. Zudem erfährt sie von ihren Vorgesetzten, dass man mit Lukes Arbeit unzufrieden ist und hofft, dass er lieber heute als morgen die Firma verlässt.
Luke kommt mit diesen beruflichen Veränderungen nicht zurecht und versucht die verschobenen Machtverhältnisse in ihrer Beziehung auszugleichen. Er beginnt damit, Emily abfällig zu behandeln und ihr auch körperliche Gewalt anzutun.

## Produktion

### Regie und Drehbuch
Es handelt sich um das Spielfilmdebüt der preisgekrönten US-amerikanischen Kurzfilm- und Fernsehregisseurin Chloe Domont. Die 1987 geborene US-Amerikanerin realisierte einige Kurzfilme und führte bei einzelnen Folgen von Fernsehserien wie Suits, Star Trek: Discovery oder Shooter Regie und war gelegentlich am Drehbuch beteiligt. Zwischen 2017 und 2019 führte sie bei sieben Folgen der Fernsehserie Ballers Regie und schrieb auch die Drehbücher hierfür.

### Besetzung und Dreharbeiten

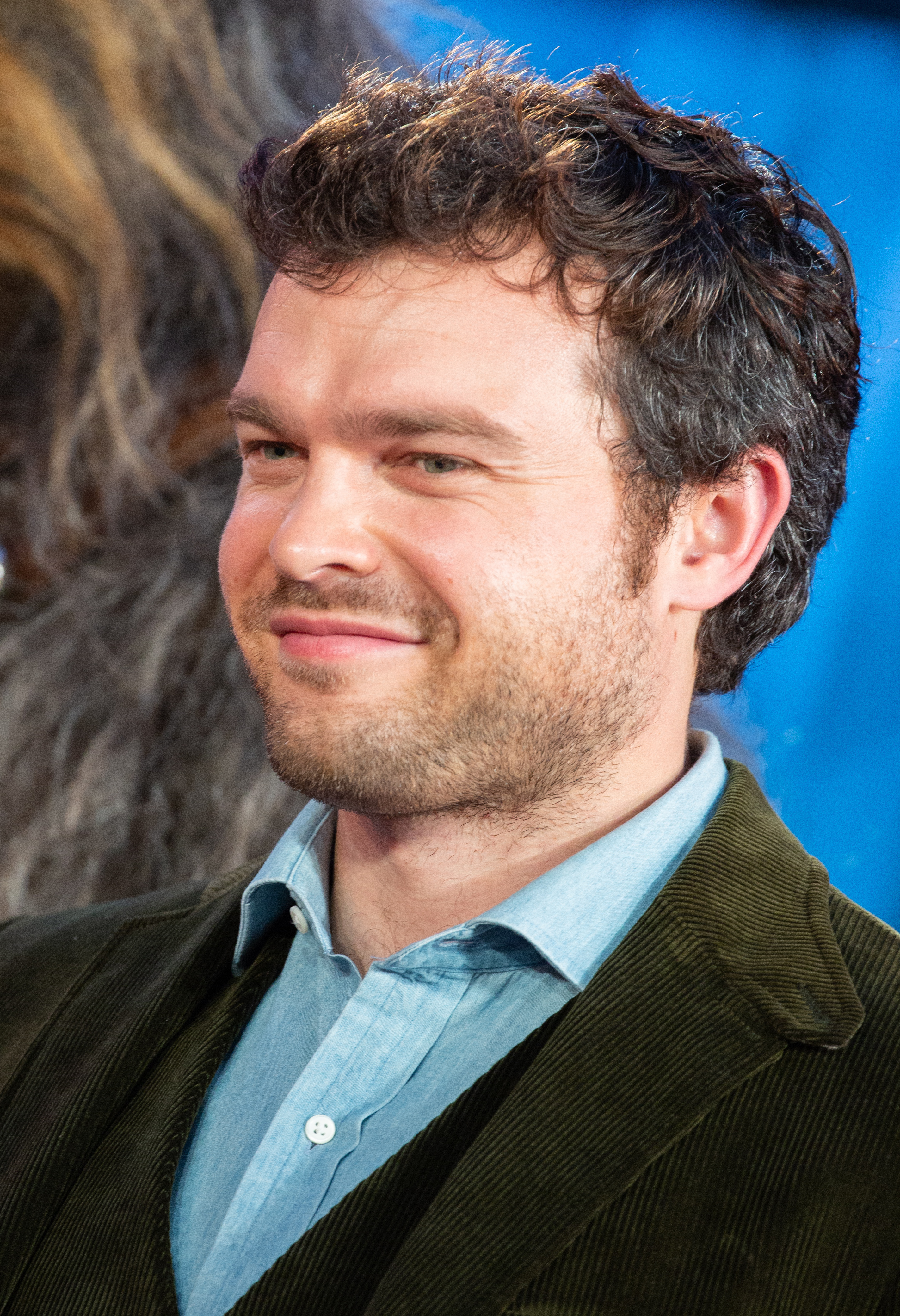
Alden Ehrenreich spielt Luke

Für die weibliche Hauptrolle der Emily verpflichtete sie die britische Schauspielerin Phoebe Dynevor. Der US-Amerikaner Alden Ehrenreich spielt ihren Kollegen und Liebhaber Luke. Geraldine Somerville spielt Emilys Mutter. Sebastian De Souza spielt Emilys und Lukes Kollegen Rory und Eddie Marsan ihren Boss Campbell, den CEO von Crest Capital. Unter den Nebendarstellern findet sich unter anderem Rich Sommer, bekannt aus Mad Men.
Als Kameramann fungierte der Niederländer Menno Mans, der zuvor unter anderem für den Actionfilm Brothers by Blood von Jérémie Guez und den Kriminalfilm Ferry von Cecilia Verheyden arbeitete.

### Filmmusik
Die Filmmusik komponierte Brian McOmber, der zuletzt für den Horror-Thriller It Comes at Night von Trey Edward Shults,  das Filmdrama Little Woods von Nia DaCosta und  den Mystery-Film-Noir Blow the Man Down von Bridget Savage Cole und Danielle Krudy tätig war. Eigentlich ist der autodidaktische Musiker studierter Molekularbiologe und war anfänglich Schlagzeuger und Perkussionist bei einer Reihe von Bands, darunter bei Dirty Projectors. Er ist dafür bekannt, bei seiner experimentellen Arbeit neue Klänge aus traditionellen Instrumenten herauszuholen. Für das Stück The Hits aus Fair Play verwendete er neben Streichern auch Perkussion, um die Schläge zu untermalen, die in der Szene zentral sind, in der es gespielt wird. Auch für das Stück Sabotage nutzte er Percussion-Instrumente wie ein Tamburin. Solche Instrumente spielte McOmber für die Aufnahme selbst, ebenso viele der Streichinstrumente. Weitere Aufnahmen entstanden mit einem Streicherquartett und einem Bassisten. Das Soundtrack-Album mit 16 Musikstücken wurde am 6. Oktober 2023 von Netflix Music als Download veröffentlicht. In den Wochen zuvor erschienen bereits die Stücke One Crest und Go Long.

### Veröffentlichung
Die Weltpremiere fand am 20. Januar 2023 beim Sundance Film Festival statt. Dort sicherte sich Netflix die weltweiten Verwertungsrechte an dem Film. Der Verkaufspreis soll bei 20 Millionen US-Dollar gelegen haben. Im September 2023 wird Fair Play beim Toronto International Film Festival gezeigt. Am 29. September 2023 kam Fair Play in ausgewählte US-Kinos. Ende September, Anfang Oktober 2023 wird der Film beim Zurich Film Festival gezeigt. Der Kinostart in Deutschland erfolgte am 5. Oktober 2023. Am 6. Oktober 2023 wurde der Film in das Programm von Netflix aufgenommen.

## Rezeption

### Altersfreigabe
In den USA erhielt der Film von der MPAA ein R-Rating, was einer Freigabe ab 17 Jahren entspricht. In Deutschland wurde Fair Play von der FSK ab 16 Jahren freigegeben. In der Freigabebegründung heißt es, der Film habe eine angespannte Atmosphäre und enthalte einige bedrohliche Szenen sowie Szenen sexualisierter Gewalt. Jugendliche ab 16 Jahren seien aufgrund ihres Entwicklungsstands und ihrer Medienerfahrung in der Lage, diese Szenen in den Kontext des Beziehungsdramas einzuordnen und kritisch zu hinterfragen. Zudem würden die Handlungen des Mannes eindeutig negativ und kritisch dargestellt.

### Kritiken
Nach seiner Weltpremiere beim Sundance Film Festival fand Fair Play großen Anklang bei der englischsprachigen Filmkritik. Auf der Website Rotten Tomatoes erhielt das Werk bislang bei 86 Prozent der Kritiker Zuspruch bei eine durchschnittliche Bewertung mit 7,4 von 10 möglichen Punkten. Das Fazit der Seite lautet: „Mit einem selbstbewussten Stil, der manchmal an die besten nervenaufreibenden Thriller der 90er-Jahre erinnert, stellt Fair Play voreheliche Disharmonie mit Gier und Geschlechterpolitik in der mörderischen Finanzwelt gegenüber“. Auf der Website Metacritic hält Domonts Regiearbeit eine Bewertung von 75 Prozent, basierend auf mehr als einem Dutzend ausgewerteter englischsprachiger Kritiken. Dies entspricht allgemein positive Bewertungen („generally favorable reviews“).
Chuck Bowen erklärt in seiner Kritik im Slant Magazine, in der Finanzwelt spielende Filme seien zu einem eigenen Genre geworden, die Filmen über Pokerspielen ähnelten, da sich beide oft auf Männer konzentrierten. Chloe Domonts Fair Play verschmelze ein solches Finanzdrama mit einem romantischen Thriller zu einem Erotikthriller. Dabei habe Domont ein Genre, das stereotyp mit männlichen Fantasien assoziiert wird, geschickt in eine Geschichte der Entmannung verwandelt. Mit Fair Play habe die Filmemacherin die vertraute Vorstellung über mächtige Hedgefonds-Magnaten mit Details aus dem Beziehungsalltag verbunden, die in diesem Fall kurz vor einer tiefgreifenden Zerreißprobe steht. Auch wenn Domont den Film am Ende in moralisierende Gewässer lenke, sei Fair Play ein grandioser Film.
Justin Chang von der Los Angeles Times fühlte sich beim Sehen des Films an Margin Call erinnert, der kurz vor der Finanzkrise von 2008 an der Wall Street spielt, aber auch an Promising Young Woman von Emerald Fennell, was Domonts Ansatz der  Abrechnung einer Frau als Antwort auf männliche Gewalt betrifft.
Kevin Maher schreibt in seiner Kritik in der Times, Fair Play habe etwas erfrischend Modernes und doch gleichzeitig etwas bewusst Altmodisches und fühlt sich bei Phoebe Dynevor und Alden Ehrenreich in den Rollen von Emily und Luke an Figuren wie Demi Moore in Disclosure und Michael Douglas in Wall Street erinnert.
Roland Meier von outnow.ch meint, der Film gehöre Phoebe Dynevor, die von Domont eine Rolle auf den wohlgeformten Leib geschneidert bekommen habe, in der sie Verletzlichkeit und knallhartes Businessgehabe vereine. Er beschreibt sie in der Rolle als eine Art Alpha-Weibchen mit einer schrecklich aufdringlichen Verwandtschaft, das sich in einer Männerdomäne zu beweisen weiß.
Therese Lacson von collider.com findet, Fair Play wäre nur halb so gut ohne seine beiden starken Hauptdarsteller. Dynevor sei in der Rolle von Emily kokett, sexy, ehrgeizig, scharfsinnig und absolut rücksichtslos. Den ihr zur Seite gestellten Luke beschreibt sie als eine komplexe Figur. Anfänglich scheine er Emily einfach nur gefallen und sie am liebsten heiraten zu wollen, bis er sich nach ihrer Beförderung zu einem verzweifelten Mann entwickelt, der zu Grausamkeit und Gewalt fähig ist.

### Auszeichnungen
Sundance Film Festival 2023
- Nominierung für den Großen Preis der Jury im U.S. Dramatic Competition

Zurich Film Festival 2023
- Nominierung im Spielfilm Wettbewerb[11]

## Synchronisation
Die deutsche Synchronisation entstand nach einem Dialogbuch und der Dialogregie von Jan Odle im Auftrag der FFS Film- & Fernseh-Synchron GmbH, München.
| Darsteller       | Synchronsprecher  | Rolle    |
| ---------------- | ----------------- | -------- |
| Alden Ehrenreich | Patrick Roche     | Luke     |
| Phoebe Dynevor   | Paulina Rümmelein | Emily    |
| Eddie Marsan     | Lutz Schnell      | Campbell |
| Rich Sommer      | Christian Weygand | Paul     |
| Jim Sturgeon     | Frank Schaff      | Onkel J  |